# Volby do Poslanecké sněmovny Parlamentu České republiky 2002
Volby do Poslanecké sněmovny Parlamentu České republiky 2002 se uskutečnily v pátek 14. června a sobotu 15. června. O 200 míst v Poslanecké sněmovně se ucházelo 29 stran a hnutí. Ve volbách zvítězila ČSSD pod vedením Vladimíra Špidly, která následně sestavila vládu za účasti KDU-ČSL a US-DEU. Vláda však celé své funkční období disponovala jen nepatrnou většinou a byla nestabilní.[zdroj⁠?!]
Hlasování se zúčastnilo 58 % oprávněných voličů, z nichž 99,56 % (4 768 006) hlasovalo platně.

## Výsledky

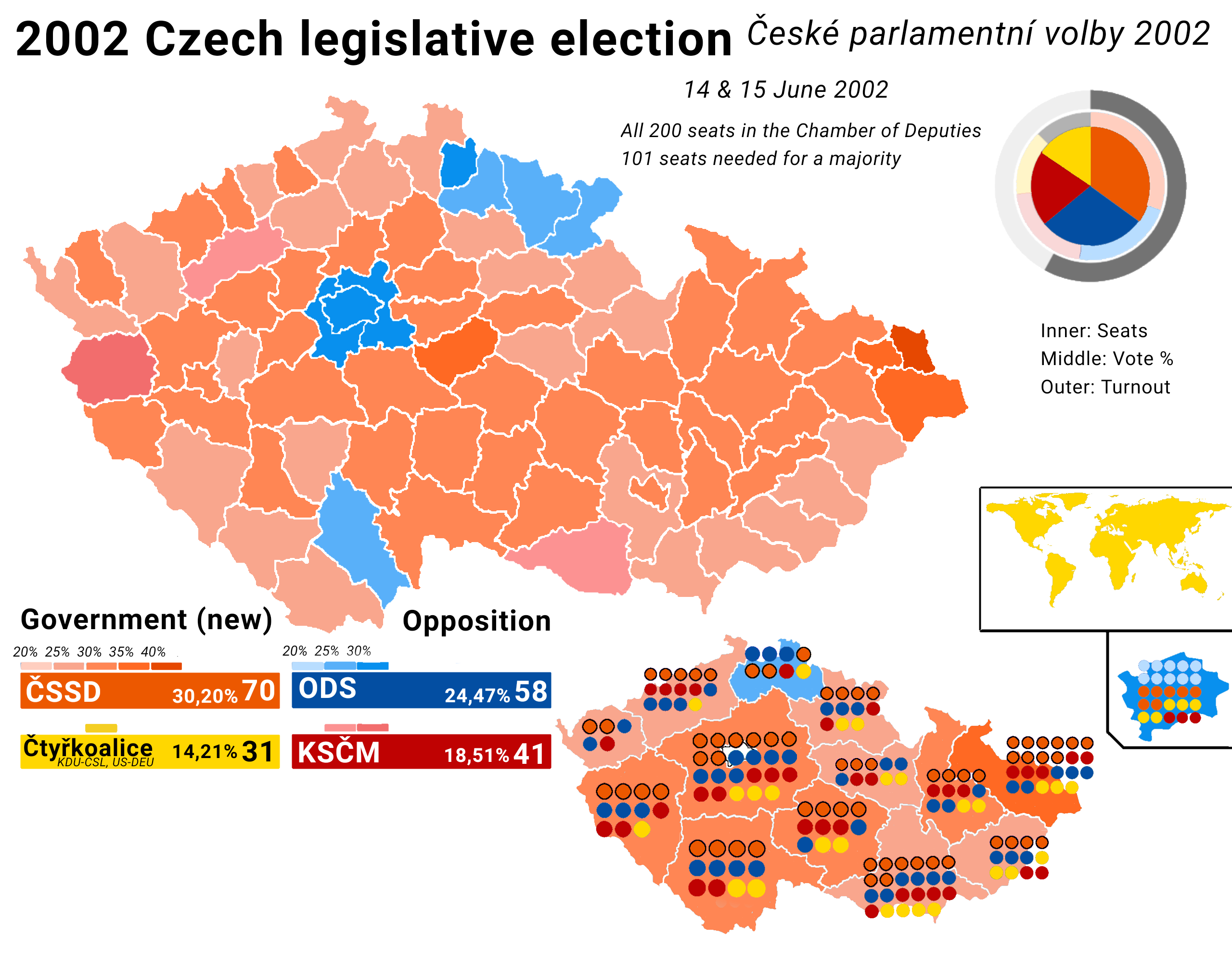
Podrobné výsledky voleb
ČSSD
ODS
KSČM

|                        | ČSSD            | ODS          | KSČM                | Čtyřkoalice                                  |
| ---------------------- | --------------- | ------------ | ------------------- | -------------------------------------------- |
| Volební lídr           | Vladimír Špidla | Václav Klaus | Miroslav Grebeníček | Cyril Svoboda                                |
| Hlasů                  | 1 440 279       | 1 166 975    | 882 653             | 680 671                                      |
| Procent                | 30,20 % ▼       | 24,47 % ▼    | 18,51 % ▲           | 14,21 % ▼                                    |
| Mandátů                | 70              | 58           | 41                  | 31                                           |
| Předchozí volby (1998) | 32,31 % (74)    | 27,74 % (63) | 11,03 % (24)        | 9,00 % (20) KDU-ČSL 8,60 % (19) Unie svobody |

### Celkové výsledky

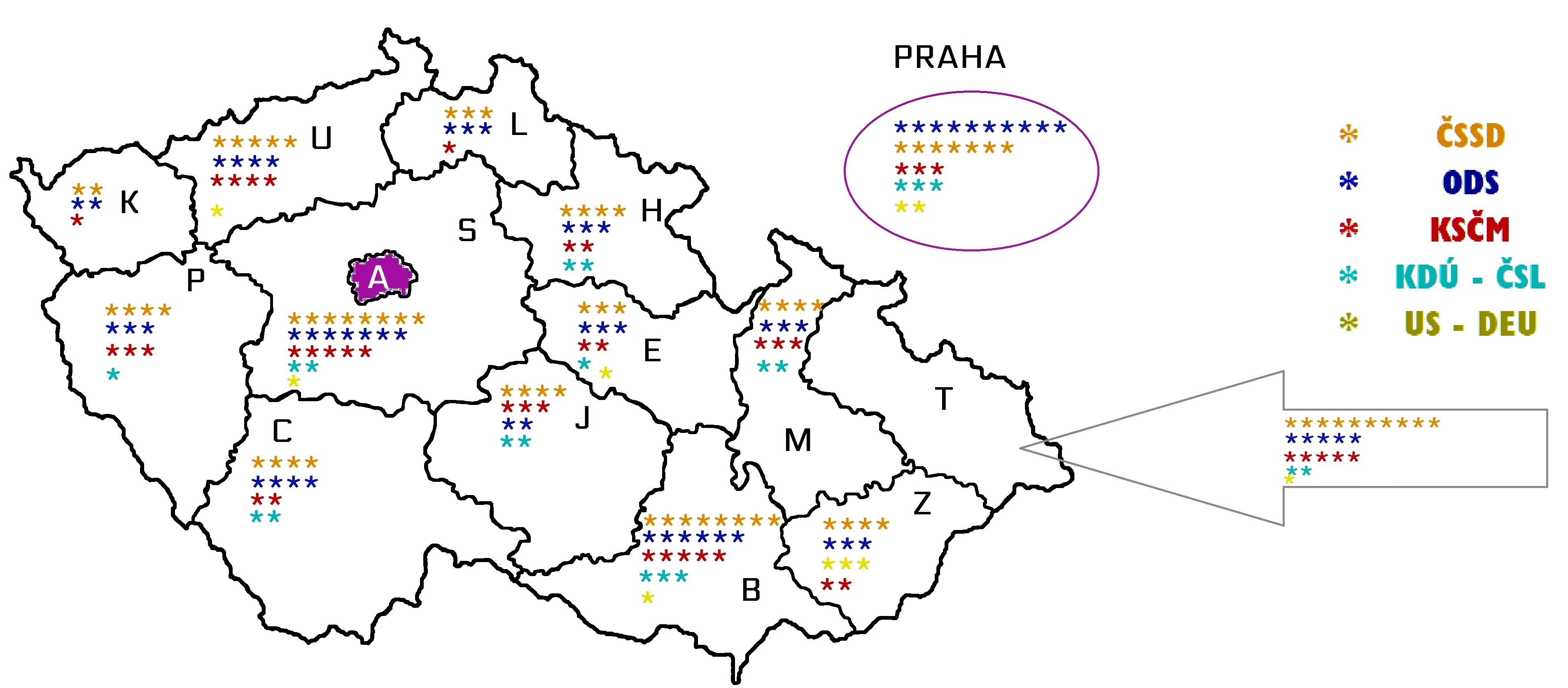
Mapa výsledků voleb

|         |                                                               |           |       |         |         |
| Subjekt | Subjekt                                                       | Hlasy     | Hlasy | Mandáty | Mandáty |
| Subjekt | Subjekt                                                       | Počet     | %     | Počet   | ±       |
|         | Česká strana sociálně demokratická                            | 1 440 279 | 30,20 | 70      | -4      |
|         | Občanská demokratická strana                                  | 1 166 975 | 24,47 | 58      | -5      |
|         | Komunistická strana Čech a Moravy                             | 882 653   | 18,51 | 41      | +17     |
|         | Čtyřkoalice                                                   | 680 671   | 14,21 | 31      | -8      |
|         | Sdružení nezávislých                                          | 132 699   | 2,78  | 0       | -       |
|         | Strana zelených                                               | 112 929   | 2,36  | 0       | -       |
|         | Republikáni Miroslava Sládka                                  | 46 325    | 0,97  | 0       | -       |
|         | Strana venkova                                                | 41 773    | 0,87  | 0       | -       |
|         | Strana za životní jistoty                                     | 41 404    | 0,86  | 0       | -       |
|         | Česká strana národně sociální                                 | 38 655    | 0,81  | 0       | -       |
|         | Naděje                                                        | 29 955    | 0,62  | 0       | -       |
|         | Pravý blok                                                    | 28 163    | 0,59  | 0       | -       |
|         | Občanská demokratická aliance                                 | 24 278    | 0,50  | 0       | -       |
|         | Volba pro budoucnost                                          | 16 730    | 0,35  | 0       | -       |
|         | Cesta změny                                                   | 13 169    | 0,27  | 0       | -       |
|         | Moravská demokratická strana                                  | 12 957    | 0,27  | 0       | -       |
|         | Strana zdravého rozumu                                        | 10 849    | 0,22  | 0       | -       |
|         | Akce za zrušení Senátu a proti vytunelování důchodových fondů | 9 637     | 0,20  | 0       | -       |
|         | Balbínova poetická strana                                     | 9 287     | 0,19  | 0       | -       |
|         | Humanistická aliance                                          | 8 461     | 0,17  | 0       | -       |
|         | Republikáni                                                   | 6 786     | 0,14  | 0       | -       |
|         | Národně demokratická strana                                   | 5 532     | 0,11  | 0       | -       |
|         | Demokratická liga                                             | 4 059     | 0,08  | 0       | -       |
|         | Česká pravice                                                 | 2 041     | 0,04  | 0       | -       |
|         | České sociálně demokratické hnutí                             | 602       | 0,01  | 0       | -       |
|         | Romská občanská iniciativa České republiky                    | 523       | 0,00  | 0       | -       |
|         | Strana demokratického socialismu                              | 475       | 0,00  | 0       | -       |
|         | Nové hnutí                                                    | 139       | 0,00  | 0       | -       |
| Celkem  | Celkem                                                        | 4 768 006 | 100   | 200     | –       |

### Podrobné výsledky

#### Zvolení poslanci podle politické příslušnosti
| Politický subjekt                                             | Počet poslanců |
| ------------------------------------------------------------- | -------------- |
| Česká strana sociálně demokratická                            | 70             |
| Občanská demokratická strana                                  | 58             |
| Komunistická strana Čech a Moravy                             | 38             |
| Křesťanská a demokratická unie – Československá strana lidová | 22             |
| Unie svobody - Demokratická unie                              | 7              |
| bezpartijní                                                   | 5              |

#### Výsledky podle krajů (v procentech)
|                      | ČSSD  | ODS   | KSČM  | KDU-ČSL US-DEU | SN   | SZ   |
| -------------------- | ----- | ----- | ----- | -------------- | ---- | ---- |
| Praha                | 25.85 | 33.83 | 11.10 | 18.46          | 2.78 | 2.51 |
| Středočeský kraj     | 31.53 | 26.83 | 18.76 | 11.90          | 2.13 | 2.36 |
| Jihočeský kraj       | 30.33 | 25.98 | 18.25 | 12.25          | 1.92 | 2.07 |
| Plzeňský kraj        | 30.34 | 25.50 | 19.61 | 11.76          | 3.52 | 2.33 |
| Karlovarský kraj     | 29.31 | 24.69 | 21.97 | 8.85           | 2.87 | 3.29 |
| Ústecký kraj         | 29.18 | 24.21 | 25.08 | 7.81           | 1.76 | 2.70 |
| Liberecký kraj       | 27.05 | 27.40 | 17.17 | 13.24          | 2.71 | 2.76 |
| Královéhradecký kraj | 27.48 | 26.58 | 16.05 | 14.46          | 3.39 | 2.27 |
| Pardubický kraj      | 29.45 | 22.89 | 17.39 | 16.79          | 3.46 | 2.09 |
| Kraj Vysočina        | 31.97 | 19.26 | 19.69 | 16.92          | 3.06 | 1.96 |
| Jihomoravský kraj    | 29.90 | 20.95 | 19.75 | 17.35          | 3.21 | 2.45 |
| Olomoucký kraj       | 31.92 | 20.34 | 21.02 | 13.94          | 2.67 | 2.56 |
| Zlínský kraj         | 29.06 | 21.48 | 16.64 | 19.46          | 3.17 | 2.38 |
| Moravskoslezský kraj | 36.31 | 19.38 | 21.03 | 11.82          | 3.37 | 1.99 |
| Česká republika      | 30.20 | 24.47 | 18.51 | 14.27          | 2.78 | 2.36 |

#### Rozdělení mandátů podle krajů
| Kraj                 | ČSSD | ODS | KSČM | KDU-ČSL | US-DEU |
| -------------------- | ---- | --- | ---- | ------- | ------ |
| Praha                | 7    | 10  | 3    | 2       | 3      |
| Středočeský kraj     | 8    | 7   | 5    | 2       | 1      |
| Jihočeský kraj       | 4    | 4   | 2    | 2       | 0      |
| Plzeňský kraj        | 4    | 3   | 3    | 1       | 0      |
| Karlovarský kraj     | 2    | 2   | 1    | 0       | 0      |
| Ústecký kraj         | 5    | 4   | 4    | 0       | 1      |
| Liberecký kraj       | 3    | 3   | 1    | 0       | 1      |
| Královéhradecký kraj | 4    | 3   | 2    | 2       | 0      |
| Pardubický kraj      | 3    | 3   | 2    | 1       | 1      |
| Kraj Vysočina        | 4    | 2   | 3    | 2       | 0      |
| Jihomoravský kraj    | 8    | 6   | 5    | 3       | 1      |
| Olomoucký kraj       | 4    | 3   | 3    | 2       | 0      |
| Zlínský kraj         | 4    | 3   | 2    | 3       | 0      |
| Moravskoslezský kraj | 10   | 5   | 5    | 2       | 1      |
| Česká republika      | 70   | 58  | 41   | 22      | 9      |

Mapy výsledků čtyř subjektů, které se dostaly do nové sněmovny.

ČSSD
ODS
KSČM
Čtyřkoalice

## Kandidující subjekty
Do Poslanecké sněmovny kandidovaly tyto subjekty, podle abecedy:
| Název                                                         | Logo | Lídr                | Foto | Poznámka                             |
| ------------------------------------------------------------- | ---- | ------------------- | ---- | ------------------------------------ |
| Akce za zrušení Senátu a proti vytunelování důchodových fondů |      |                     |      |                                      |
| Balbínova poetická strana                                     |      | Jiří Hrdina         |      |                                      |
| Cesta změny                                                   |      | Jiří Lobkowicz      |      | podpora: Nezávislí                   |
| Česká strana národně sociální                                 |      | Jan Šula            |      |                                      |
| Česká pravice                                                 |      | Michal Simkanič     |      |                                      |
| Česká strana sociálně demokratická                            |      | Vladimír Špidla     |      |                                      |
| České sociálně demokratické hnutí                             |      | Jan Skácel          |      |                                      |
| Čtyřkoalice                                                   |      | Cyril Svoboda       |      | koalice KDU-ČSL a Unie svobody – DEU |
| Demokratická liga                                             |      |                     |      |                                      |
| Humanistická aliance                                          |      | Jan Tamáš           |      |                                      |
| Komunistická strana Čech a Moravy                             |      | Miroslav Grebeníček |      |                                      |
| Moravská demokratická strana                                  |      | Ivan Dřímal         |      |                                      |
| Naděje                                                        |      | Monika Pajerová     |      |                                      |
| Národně demokratická strana                                   |      | Petra Edelmannová   |      |                                      |
| Nové hnutí                                                    |      |                     |      |                                      |
| Občanská demokratická aliance                                 |      | Michael Žantovský   |      |                                      |
| Občanská demokratická strana                                  |      | Václav Klaus        |      |                                      |
| Republikáni                                                   |      |                     |      |                                      |
| Republikáni Miroslava Sládka                                  |      | Miroslav Sládek     |      |                                      |
| Romská občanská iniciativa České republiky                    |      | Štefan Ličartovský  |      |                                      |
| Sdružení nezávislých                                          |      | Milan Marko         |      |                                      |
| Strana demokratického socialismu                              |      | Jiří Hudeček        |      |                                      |
| Strana venkova                                                |      |                     |      |                                      |
| Strana za životní jistoty                                     |      | Ladislav Jaroš      |      |                                      |
| Strana zdravého rozumu                                        |      | Petr Hannig         |      |                                      |
| Strana zelených                                               |      | Miroslav Rokos      |      |                                      |
| Volba pro budoucnost                                          |      |                     |      |                                      |
| Volte Pravý blok                                              |      | Petr Cibulka        |      |                                      |